# La Chute du faucon noir
Pour plus de détails, voir Fiche technique et Distribution.
La Chute du faucon noir (Black Hawk Down) est un film américano-britannique réalisé par Ridley Scott et sorti en 2001.
Il est adapté du livre Black Hawk Down: A Story of Modern War de Mark Bowden, relatant les combats de Mogadiscio des 3 et 4 octobre 1993, au cours desquels dix-neuf militaires américains et plusieurs centaines de Somaliens trouvèrent la mort.
À sa sortie, le film récolte globalement de bonnes critiques dans la presse. Il performe cependant modestement au box-office, par rapport à son budget de production.

## Synopsis

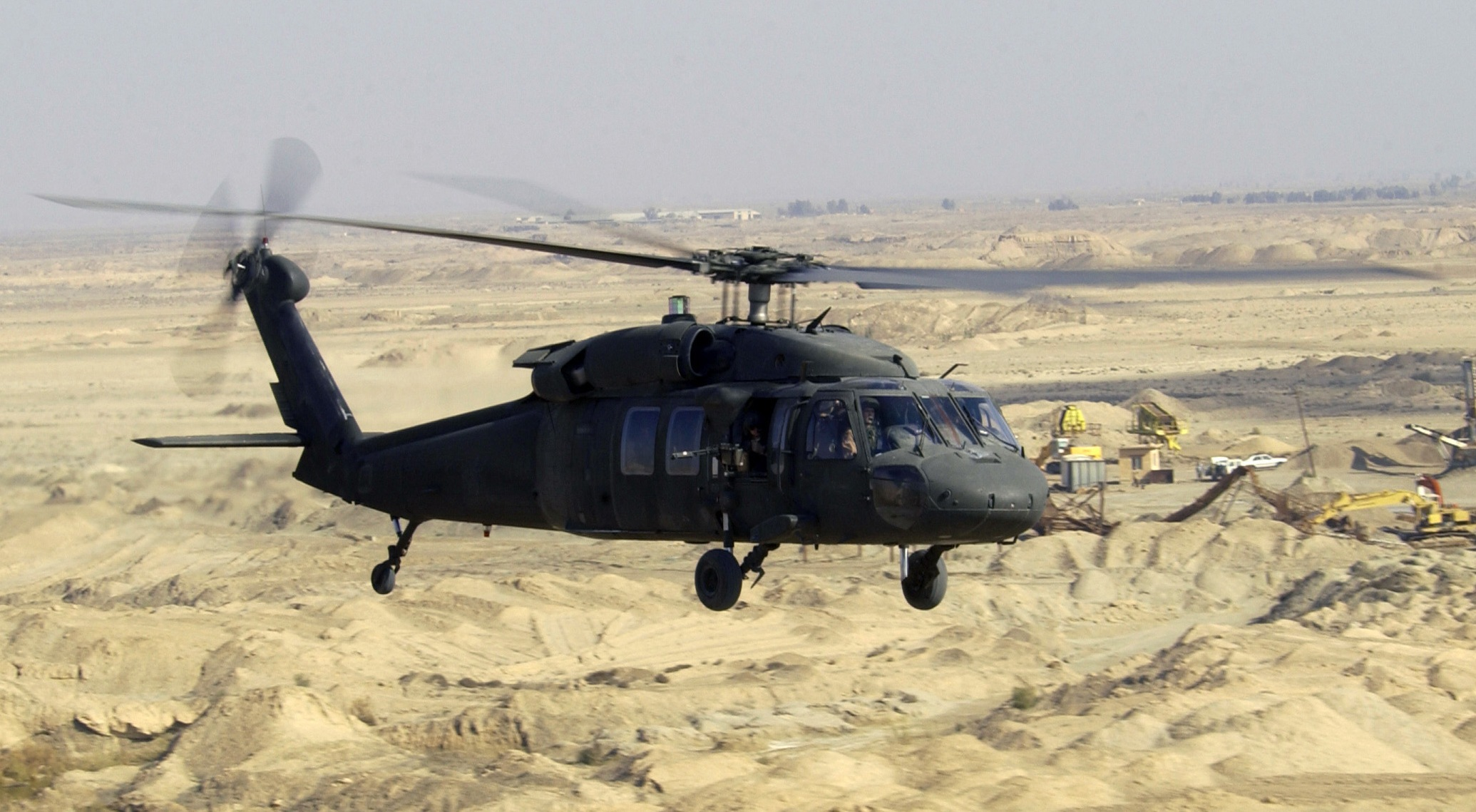
Un Sikorsky UH-60 Black Hawk (ou Black Hawk, « faucon noir » en anglais), modèle d'hélicoptère au cœur du film.

En octobre 1993, en Somalie, la guerre civile provoque une famine dans la population civile. Les forces de l'ONU sont attaquées par une faction dirigée par le général Mohamed Farrah Aidid. Les États-Unis envoient un détachement composé de membres de la Delta Force, des rangers et du 160th Special Operations Aviation Regiment (Airborne) ayant pour mission d'arrêter Aidid. Mais six semaines plus tard, l'unité n'a toujours pas réussi à trouver Aidid et décide de s'en prendre à ses lieutenants. C'est ainsi que l'homme d'affaire d'Aidid se fait capturer le 2 octobre 1993 par les Delta Force et s'en prendra aux autres lieutenants lors d'une réunion qui aura lieu le lendemain. Le sergent Norm « Hoot » Gibson des Delta Force, sa mission accompli dans Mogadiscio, est récupéré et ramené à la base. Mais le soir à la base, le lieutenant Beales fait une crise d'épilepsie et est réformé, le sergent Eversmann prend le commandement de son unité de rangers, à laquelle se joignent les soldats Grimes, Blackburn et Smith pour leur première mission.
Le 3 octobre 1993, un indicateur somalien révèle la tenue d'une réunion de membres de la faction rebelle près du marché de Bakara. Les forces spéciales lancent un raid héliporté, les opérateurs de la Delta Force doivent capturer des dirigeants rebelles et les faire embarquer dans un convoi de Humvees, les rangers étant chargés de les couvrir. Mais un des rangers, Blackburn, tombe du haut d'un hélicoptère et une partie des Humvees dirigée par le sergent Struecker (accompagné par le sergent « Hoot » Gibson des Delta Force) l'évacue en urgence vers la base américaine. Un des rangers, Pilla, sera tué sur le chemin du retour.
L'opération, qui devait se dérouler en trente minutes, semblait bien se passer malgré ces incidents, mais elle tournera mal lorsque les milices de la faction d'Aidid contre-attaquent en masse et parviennent notamment à abattre un hélicoptère UH-60 Black Hawk (littéralement « faucon noir » qui, une fois abattus, sont annoncés comme « Black Hawk down »). Pour tenter de sauver les occupants des Black Hawk (une des devises de l'armée américaine étant « leave no man behind », c'est-à-dire aucun homme ne doit être abandonné), les unités américaines poursuivent l'engagement, dans une ville devenue une véritable souricière. Scindés en plusieurs groupes, les rangers et les Delta tentent de rejoindre, à pied ou en Humvees, le site du crash. L'équipe du sergent Eversmann sécurise le site du premier crash en attendant l'arrivée des Delta pour récupérer l'équipage coincé à l'intérieur.
Les miliciens lancent des contre-attaques et de nombreuses embuscades, puis abattent un second hélicoptère Black Hawk. Le général envoie le convoi de Struecker revenu à la base retourner sur le terrain avec des renforts pour sécuriser le second site du crash. Pendant ce temps, Saunderson laisse son groupe, qui a de nombreux blessés, à l'abri dans un bâtiment avant de partir rejoindre Eversmann avec une petite équipe, à laquelle fait partie Grimes. À ce moment-là, le convoi principal ayant perdu plusieurs hommes doit rebrousser chemin, laissant les petits groupes de soldats complètement isolés autour du premier site du crash alors que la nuit tombe. Plus tôt, deux opérateurs Delta se sont littéralement sacrifiés pour tenter de sauver l'équipage du second crash. Les deux snipers tiendront près d'une heure contre une foule en furie, puis tomberont en héros. Le pilote du Black Hawk est fait prisonnier par les miliciens. Le convoi de Struecker étant retardé par de nombreuses barricades dans la zone hostile, une petite équipe dirigée par le sergent Hoot descend du convoi pour se rendre sans difficulté sur le site du second crash à pied complètement désert et le sécurise rapidement en faisant sauter l'épave avant de partir en direction du site du premier crash. Pendant ce temps, le pilote Durant est retenu en otage par des Somaliens.
Pendant la nuit, l'état-major monte un nouveau convoi de secours pour récupérer les soldats : des renforts des 75th Rangers, de la 10e division de montagne (infanterie légère) et des Pakistanais onusiens repartent en ville sous les ordres du lieutenant-colonel McKnight qui part en tête malgré sa blessure. Pendant ce temps, alors que l'équipe de Saunderson arrive sur le site, un des soldats d'Eversmann est gravement blessé et mourra plus tard dans la nuit faute de secours, malgré les tentatives de ses camarades pour le sauver, le général ne voulant pas risquer de perdre un autre hélicoptère. Les rebelles tendent une nouvelle embuscade autour du site du premier crash, mais celle-ci est déjouée par l'équipe de Hoot qui rejoint les groupes de Eversmann, DiTomasso et Sanderson.
Après de violents affrontements et le mitraillage en règle des rebelles par les hélicoptères américains, les groupes autour du site sont rejoints par les blindés. Après avoir extrait les corps des équipages coincés dans l'épave pendant le reste de la nuit, les forces américaines quittent la zone contrôlée par Aidid, certains en courant par manque de place dans les blindés, et rejoignent le stade au petit matin du 4 octobre 1993 où les forces de l'ONU sont installées. Alors que les soldats récupèrent de leur nuit, Hoot retourne dans la zone hostile, tandis que le général nettoie le sang de l'infirmerie et Eversmann rend un dernier hommage à Smith.
Au cours de la bataille de Mogadiscio, 19 soldats américains ont perdu la vie (18 dans la bataille et 1 deux jours plus tard à la suite de l'explosion d'un obus de mortier tombé dans le camp des rangers), et plusieurs centaines de Somaliens ont été tués (le film indique plus de 1 000). Le pilote du Black Hawk sera libéré ultérieurement.

## Fiche technique
- Titre original : Black Hawk Down
- Titre français : La Chute du faucon noir
- Réalisation : Ridley Scott
- Scénario : Ken Nolan (en), d'après le livre Black Hawk Down: A Story of Modern War de Mark Bowden (1999)
- Musique : Hans Zimmer
- Musique additionnelle : James Michael Dooley, Mel Wesson, Jeff Rona, Heitor Pereira, Martin Tillman, Clay Duncan, Trevor Morris, Bart Hendrickson ; chansons : Baaba Maal, Joe Strummer, Rachid Taha, Denez Prigent et Lisa Gerrard
- Décors : Arthur Max
- Costumes : Sammy Sheldon
- Photographie : Sławomir Idziak
- Montage : Pietro Scalia
- Production : Jerry Bruckheimer et Ridley Scott
  - Production déléguée : Simon West, Mike Stenson, Chad Oman et Branko Lustig
- Sociétés de production : Jerry Bruckheimer Films et Revolution Studios, en association avec Scott Free Productions
- Sociétés de distribution : Columbia Pictures (États-Unis) ; Columbia Tristar Films (France)
- Budget : 92 millionsdollars
- Pays de production :  États-Unis et  Royaume-Uni
- Langues originales : anglais et somali
- Format : couleurs — 35 mm — 2,39:1 — son DTS / Dolby Digital / SDDS
- Genre : guerre, drame historique
- Durée : 143 minutes, 152 minutes (version longue sortie en vidéo)
- Dates de sortie : 
  - États-Unis : 18 décembre 2001 (avant-première) ; 18 janvier 2002 (sortie nationale)
  - France : 20 février 2002
- Classification[2] : 
  - États-Unis : R
  - France : interdit aux moins de 12 ans

## Distribution

### 75th Rangers
- Josh Hartnett (VF : Cédric Dumond ; VQ : Martin Watier) : le staff sergent Matt Eversmann
- Ewan McGregor (VF : Bruno Choël ; VQ : François Godin) : John Grimes
- Tom Sizemore (VF : Renaud Marx ; VQ : Jean-Luc Montminy) : le lieutenant-colonel Danny McKnight
- Ewen Bremner (VF : Emmanuel Karsen ; VQ : Nicolas Charbonneaux-Collombet) : Shawn Nelson
- Gabriel Casseus (VF : Bruno Henry ; VQ : Jean-François Blanchard) : Mike Kurth
- Hugh Dancy (VF : Damien Boisseau ; VQ : Daniel Picard) : le sergent 1re classe Kurt Schmid
- Ioan Gruffudd (VF : Franck Capillery ; VQ : Jean-Jacques Lamothe) : le lieutenant John Beales (réformé)
- Tom Guiry (en) (VF : Alexandre Gillet ; VQ : François Sasseville) : le sergent Ed Yurek
- Charlie Hofheimer (VQ : Gilbert Lachance) : le caporal James « Jamie » Smith (mort au combat)
- Danny Hoch (en) (VF : Jérôme Rebbot ; VQ : Benoît Rousseau) : le sergent Dominic Pilla (mort au combat)
- Jason Isaacs (VF : Joël Zaffarano ; VQ : Denis Mercier) : le capitaine Mike Steele
- Matthew Marsden (VF : Olivier Jankovic ; VQ : Thiéry Dubé) : Dale Sizemore
- Orlando Bloom (VF : Stéphane Marais ; VQ : Patrice Dubois) : Todd Blackburn
- Enrique Murciano (VF : Philippe Valmont ; VQ : François Trudel) : le sergent Lorenzo Ruiz
- Michael Roof (en) : John Maddox
- Brendan Sexton III (VQ : Yvan Benoît) : Richard Kowalewski
- Tom Hardy (VF : Damien Witecka ; VQ : Paul Sarrasin) : Lance Twombly
- Gregory Sporleder (VF : Axel Kiener ; VQ : Louis-Philippe Dandenault) : le sergent Scott Galantine
- Carmine Giovinazzo (VQ : Jacques Lussier) : le sergent Mike Goodale
- Chris Beetem : le sergent James « Casey » Joyce (mort au combat)
- Brian Van Holt (VF : Serge Faliu ; VQ : Benoît Éthier) : le sergent Jeff Struecker
- Ian Virgo (VF : William Coryn ; VQ : Hugolin Chevrette-Landesque) : John Waddell

### Delta Force
- Sam Shepard (VF : Hervé Bellon ; VQ : Jean-Marie Moncelet) : le major général William F. Garrison
- Eric Bana (VF : Boris Rehlinger ; VQ : François L'Écuyer) : le sergent 1re classe Norm « Hoot » Gibson
- William Fichtner (VF : Cyrille Monge ; VQ : Antoine Durand) : le sergent 1re classe Jeff Sanderson
- Steven Ford (VF : Gabriel Le Doze ; VQ : Raymond Bouchard) : le lieutenant colonel Joe Cribbs
- Kim Coates (VF : Jérôme Keen ; VQ : Charles Préfontaine) : le sergent-chef Tim “Griz” Martin
- Željko Ivanek (VF : Arnaud Arbessier ; VQ : Denis Gravereaux) : le lieutenant-colonel Gary Harrell
- Nikolaj Coster-Waldau (VF : Damien Boisseau ; VQ : Joël Legendre) : le sergent-chef Gary Gordon (mort au combat)
- Johnny Strong (VF : Vincent Ropion ; VQ : Marc-André Bélanger) : le sergent 1re classe Randall Shughart (mort au combat)
- Richard Tyson (VF : Gérard Darier ; VQ : Renaud Paradis) : le sergent Daniel Busch (mort au combat)

### 160th SOAR (Night Stalkers)
- Ron Eldard (VF : Guillaume Orsat ; VQ : Pierre Auger) : le chief warrant officier Michael Durant, le pilote du Super Six-Four (porté disparu)
- Boyd Kestner (en) (VQ : Denis Michaud) : l'officier warrant Mike Goffena
- Glenn Morshower (V.F : Patrice Baudrier ; VQ : Luis de Cespedes) : le lieutenant-colonel Tom Matthews
- Jeremy Piven (VF : David Krüger, VQ : Sylvain Hétu) : le chief warrant officer Clifton « Elvis » Wolcott, pilote du Super Six-One

### Autres
- Ty Burrell (VQ : Alain Zouvi) : le para Timothy A. Wilkinson
- Tac Fitzgerald (VF. : Stéphane Marais ; VQ : Denis Roy) : Thomas
- Corey Johnson (VF : Pierre Tessier ; VQ : Michel M. Lapointe) : le médecin américain
- Kent Linville : Othic
- Giannina Facio : Stephanie Shughart (non créditée au générique)

### L'ennemi somalien
- Razaaq Adoti (en) : Yousuf Dahir Mo'alim
- George Harris (VF : Saïd Amadis ; VQ : Hubert Gagnon) : Osman Atto
- Treva Etienne (VQ : Maka Kotto) : Firimbi, le chef de guerre somalien

 Source et légende : version française (VF) sur RS Doublage et Voxofilm
 Source et légende : version québécoise (VQ) sur Doublage.qc.ca

## Production

### Genèse et développement
Le film est à l'origine une idée du réalisateur Simon West, qui demande à Jerry Bruckheimer d'acheter les droits du livre Black Hawk Down: A Story of Modern War de Mark Bowden, qui revient sur la bataille de Mogadiscio de 1993. Simon West voulait réaliser le film mais il est finalement pris sur le projet Lara Croft: Tomb Raider (2001). Ken Nolan est ensuite engagé pour rédiger un script. Plusieurs réécritures sont ensuite faites : Mark Bowden écrit une adaptation de son propre livre, Steven Gaghan fait une réécriture, Steven Zaillian retravaille la majorité des scénarios de Gaghan et Nolan, Sam Shepard retouche lui-même certains de ses dialogues et Eric Roth modifie certains dialogues. Ken Nolan est cependant le seul crédité au générique, selon la Writers Guild of America.

### Attribution des rôles
Ridley Scott propose initialement le rôle de Norm "Hoot" Gibson à Russell Crowe, qu'il avait déjà dirigé dans Gladiator (2000). Mais l'acteur est pris par le tournage du film de Ron Howard Un homme d'exception (2001). Il lui recommande cependant d'engager à sa place Eric Bana. L'acteur australien tourne ici son premier film américain.
Ben Foster avait été engagé pour le rôle du caporal James « Jamie » Smith. Cependant, il doit y renoncer après une sérieuse blessure survenue durant l'entrainement militaire des acteurs. Il est remplacé par Charlie Hofheimer.
Le rôle de Danny McKnight est proposé à Michael Madsen, mais il est alors occupé par le tournage de la série Big Apple (2001).
Aucune actrice n'est créditée au générique. La seule femme présente à l'écran est Giannina Facio qui incarne Stephanie Shughart. Compagne du réalisateur Ridley Scott, elle n'est cependant pas créditée au générique.

### Tournage
Le tournage étant impossible en Somalie, pour des raisons politiques, le film a été tourné au Maroc, pendant environ 90 jours, principalement à Rabat et Salé notamment le quartier de Sidi Moussa qui est utilisé pour le centre-ville de Mogadiscio. Certaines scènes sont également tournées à Kénitra et Mehdia.
Le tournage a nécessité le transport de beaucoup de matériel lourd : une quinzaine d'hélicoptères, des dizaines de blindés et de transports militaires, ainsi que le plus grand système de prises de vue sur grue de l'époque.
L'équipe a pu bénéficier des conseils de Harry Humphries, qui avait déjà officié sur d'autres productions de Jerry Bruckheimer comme Rock, Les Ailes de l'enfer, Armageddon, Ennemi d'État et Pearl Harbor. Le département de la Défense des États-Unis a également aidé la production.

## Bande originale
La musique du film est composée par Hans Zimmer, collaborateur régulier de Ridley Scott. Le compositeur travaille ici avec d'autres musiciens comme Heitor Pereira et Mel Wesson, issus de Remote Control Productions. La bande originale comprend également Gortoz a ran, du chanteur breton Denez Prigent.
Liste des titres
| No  | Titre                                                                                          | Durée |
| --- | ---------------------------------------------------------------------------------------------- | ----- |
| 1.  | Hunger (interprété par Baaba Maal)                                                             | 6:35  |
| 2.  | Barra Barra (écrit et interprété par Rachid Taha)                                              | 5:47  |
| 3.  | Vale of Plenty                                                                                 | 2:27  |
| 4.  | Chant                                                                                          | 2:33  |
| 5.  | Still                                                                                          | 4:48  |
| 6.  | Mogadishu Blues                                                                                | 2:53  |
| 7.  | Synchrotone                                                                                    | 8:55  |
| 8.  | Bakara                                                                                         | 3:12  |
| 9.  | Of the Earth                                                                                   | 2:19  |
| 10. | Ashes to Ashes                                                                                 | 4:43  |
| 11. | Gortoz a Ran (écrit et composé par Denez Prigent, interprété par Denez Prigent & Lisa Gerrard) | 5:51  |
| 12. | Tribal War                                                                                     | 2:39  |
| 13. | Leave No Man Behind                                                                            | 6:18  |
| 14. | Minstrel Boy (Version film) (interprété par Joe Strummer & The Mescaleros)                     | 5:42  |
| 15. | Still Reprise                                                                                  | 2:12  |

## Sortie et accueil

### Critique
Le film reçoit des critiques plutôt positives. Sur l'agrégateur américain Rotten Tomatoes, il récolte 77 % d'opinions favorables pour 173 critiques et une note moyenne de 7⁄10. Le consensus suivant résume les critiques compilées par le site : « Bien qu'il soit léger sur le développement du personnage et l'empathie culturelle, Black Hawk Down est un portrait viscéral et palpitant de la guerre, rehaussé par la superbe compétence technique de Ridley Scott ». Sur Metacritic, il obtient une note moyenne de 74⁄100 pour 33 critiques.
En France, le film obtient une note moyenne de 2,9⁄5 sur le site AlloCiné, qui recense 17 titres de presse.
Le magazine Empire lui a donné le verdict « ambitieux, somptueusement encadré et frénétique, La Chute du faucon noir est néanmoins une trouvaille rare d'un film de guerre qui ose bouleverser les conventions de genre ». Mike Clark, critique de cinéma à USA Today, a écrit que le film « prône le professionnalisme de l'élite américaine Delta Force, même dans le désastre imprévu de la bataille de Mogadiscio en 1993 », et louait la direction prise par Scott : « relatant le conflit, dans lequel 18 Américains décédés et plus de 70 blessés, les caractéristiques habituelles des films de guerre sont ignorées. Même si certains peuvent considérer cela comme un défaut, il s'agit en réalité d'une vertu »[réf. nécessaire].
Le film a eu un petit héritage culturel, qui a été étudié de manière académique par des spécialistes des médias qui analysent de manière approfondie la manière dont les médias reflètent les perceptions américaines de la guerre. Le scénariste de Newsweek, Evan Thomas, considérait le film comme l’un des films les plus importants sur le plan culturel de la présidence de George W. Bush. Il a suggéré que bien que le film ait été présenté comme étant anti-guerre, il était au cœur de sa position pro-guerre. Il a en outre écrit que « bien qu'il décrive une défaite honteuse, les soldats étaient des héros prêts à mourir pour leurs frères d'armes... Le film montrait des scènes de tueries brutales, mais aussi de courage, de stoïcisme et d'honneur... L'effet était agitant, si légèrement pornographique, et cela semblait renforcer le désir des Américains de vengeance le 11 septembre 2001 »[réf. nécessaire].
Stephen A. Klien, dans un article pour Critical Studies in Media Communication, affirme que le rendu sensationnel de la guerre dans le film incite le public à faire preuve d'empathie pour le leitmotiv pro-soldat du film et à « associer soutien personnel des soldats américains à la politique militaire américaine [...] et décourager » le discours public critique concernant la justification et l'exécution d'une politique interventionniste militaire[réf. nécessaire].
Une des critiques adressées au film est qu'il a tendance à survaloriser le rôle des troupes américaines et à déprécier celui des troupes pakistanaises et malaisiennes. 

### Box-office
La Chute du faucon noir est d'abord distribué dans un circuit limité de salles aux États-Unis, rapportant 179 823 $ de recettes, soit une moyenne de 44 955 $ dans les quatre salles le distribuant le week-end de sa sortie, se classant en vingt-quatrième place des meilleures recettes à cette période. Au cours de son exploitation limitée, le film n'est pas distribué au-delà de seize salles et a rapporté 1 473 884 $.
Le long métrage connaît une large distribution en salles sur le territoire américain en quatrième semaine, où il totalise 28 611 736 $ en week-end, pour 9 226 $ sur les 3 101 salles le diffusant, prenant la tête du box-office et ce, durant trois semaines. Au cours de sa diffusion sur l'ensemble du territoire, La Chute du faucon noir est distribué jusqu'à 3 143 salles. Il finit son exploitation après plus de quinze semaines à l'affiche et un résultat de 108 638 745 $.
À l'international, La Chute du faucon noir a rapporté 64 350 906 $, grâce notamment aux résultats du Japon (9 667 861 $ et au Royaume-Uni (8 091 924 $). Les recettes mondiales sont de 172 989 651 $.
Sorti dans 536 salles en France, le long métrage prend la quatrième place du box-office avec 299 043 entrées enregistrées pour sa première semaine à l'affiche, pour finir son exploitation avec 590 901 entrées.
| Pays ou région    | Box-office      | Date d'arrêt du box-office | Nombre de semaines |
| ----------------- | --------------- | -------------------------- | ------------------ |
| États-Unis Canada | 108 638 745 $   | 14 avril 2002              | 16                 |
| France            | 590 901 entrées | -                          | -                  |
| Total mondial     | 172 989 651 $   | -                          | -                  |

## Distinctions principales
Source et distinctions complètes : Internet Movie Database

### Récompenses
- National Board of Review Awards 2001 : Top Ten Films
- Oscars 2002 : meilleur son et meilleur montage pour Pietro Scalia

### Nominations
- Oscars 2002 : meilleur réalisateur pour Ridley Scott et meilleure photographie
- BAFTA Awards 2002 : meilleure photographie, meilleur son et meilleur montage

## Commentaires

### Version longue
En 2006, une version longue extended cut est commercialisée en DVD. La durée du film est alors portée à 152 minutes. Elle sort en Blu-ray en 2019.

### Postérité
La dernière partie du jeu Delta Force: Black Hawk Down est inspiré de la bataille de Mogadiscio[réf. nécessaire].

### Hommage
Ridley Scott dédie ce film à sa mère Elizabeth, décédée peu de temps avant. Son frère Tony fera de même avec Spy Game : Jeu d'espions.

### Articles connesxes
- Bataille de Mogadiscio
- Mohamed Farrah Aidid
- Guerre civile somalienne